# سرخس‌مرغ نیوزیلند
سرخس‌مرغ نیوزیلند (نام علمی: Bowdleria punctata) نام یک گونه از تیره سسکان ملخی است.